# Fontaine du Château d’eau (Gabriel Davioud)
Die Fontaine du Château d’eau (oder Fontaine des lions) ist ein Pariser Denkmal am Place Félix Éboué.

## Geschichte

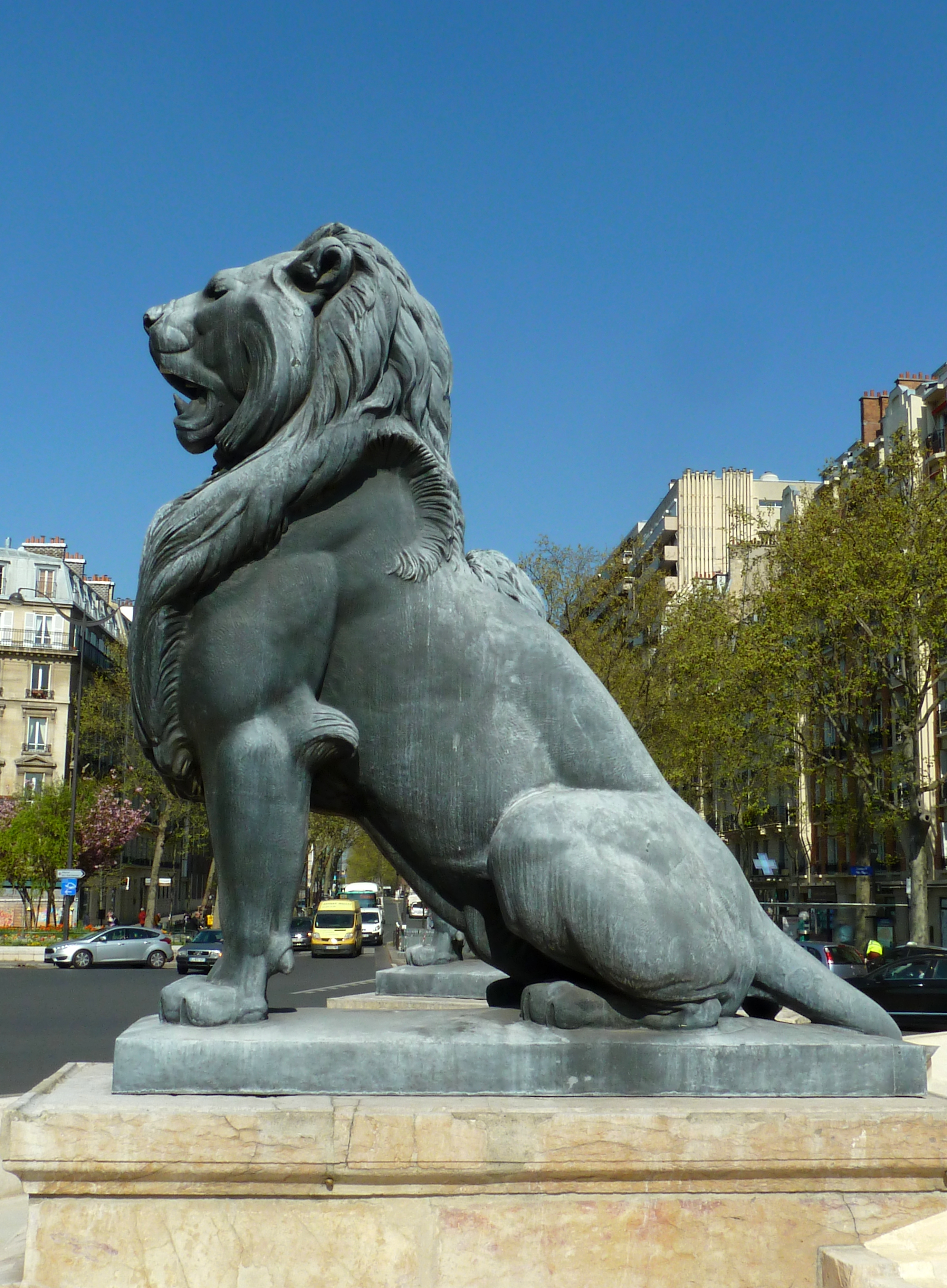
Einer der acht Löwen von Henri-Alfred Jacquemart

Der von Gabriel Davioud nach den Anweisungen von Haussmann entworfene Brunnen besteht aus einem großen runden Becken und darüber drei kleinere Becken. Um das Becken gruppieren sich acht sitzenden Löwen aus Bronze (oder Gusseisen?), die Wasserstrahlen spucken. Die Löwen wurden vom Bildhauer Henri-Alfred Jacquemart angefertigt und von der Kunstgießerei Thiébaut Frères gegossen. Louis Villeminot schuf die Frauenköpfe auf den Steinkonsolen. Die Konsolen und der Postamente tragen das Unterbecken.
Der Bau begann im Jahr 1869, aber der Krieg von 1870 und die Kämpfe der Pariser Kommune im Jahr 1871 verzögerten seine Fertigstellung; die Einweihung erfolgte erst 1874. Ursprünglich am Place de la République (damals Place du Château-d’Eau) installiert, wurde es zu Beginn des folgenden Jahrzehnts an seinen heutigen Standort verlegt.